# Comunidade Intermunicipal da Região de Aveiro

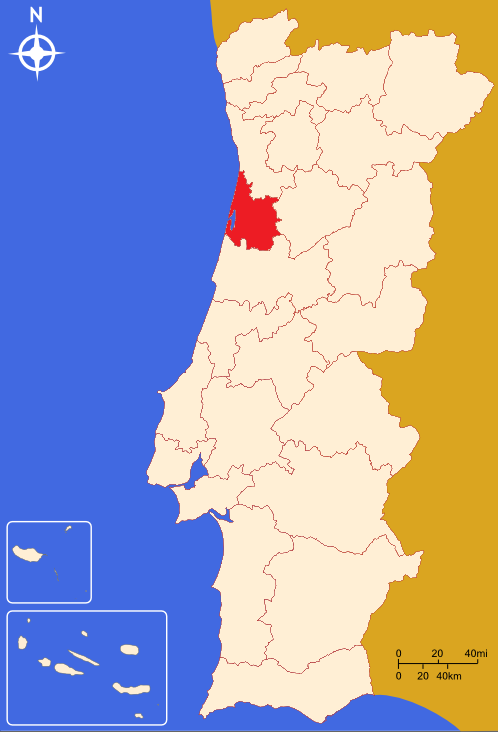
Comunidade Intermunicipal da Região de Aveiro

A Comunidade Intermunicipal da Região de Aveiro, também designada por CIM Região de Aveiro, é uma comunidade intermunicipal (CIM) de Portugal. É composta por 11 municípios. A área geográfica corresponde à NUTS III da Região de Aveiro (Baixo Vouga).

## Municípios
| Município          | Área (em km²) | População (censo de 2011) | População (censo de 2021) |
| ------------------ | ------------- | ------------------------- | ------------------------- |
| Águeda             | 335,3         | 47.729                    | 46.131                    |
| Albergaria-a-Velha | 158,8         | 25.252                    | 24.840                    |
| Anadia             | 216,6         | 29.150                    | 27.532                    |
| Aveiro             | 197,6         | 78.450                    | 80.954                    |
| Estarreja          | 108,2         | 26.997                    | 26.213                    |
| Ílhavo             | 73,5          | 38.598                    | 39.235                    |
| Murtosa            | 73,1          | 10.598                    | 10.476                    |
| Oliveira do Bairro | 87,3          | 23.028                    | 23.132                    |
| Ovar               | 147,7         | 55.398                    | 54.953                    |
| Sever do Vouga     | 129,9         | 12.356                    | 11.063                    |
| Vagos              | 164,9         | 22.851                    | 22.886                    |
| Total              | 1692,9        | 370.394                   | 367.415                   |

## Sede
A Comunidade tem sede em Aveiro (podendo ser criadas delegações por deliberação da Assembleia Intermunicipal, sob proposta do Conselho Executivo).

## Objectivos
A Comunidade Intermunicipal assegura a articulação das actuações entre os municípios e os serviços da Administração Central, nas seguintes áreas:
- Redes de abastecimento público, infra-estruturas de saneamento básico, tratamento de águas residuais e resíduos urbanos;
- Rede de equipamentos de saúde;
- Rede educativa e de formação profissional;
- Ordenamento do território, conservação da natureza e recursos naturais;
- Segurança e protecção civil;
- Mobilidade e transportes;
- Redes de equipamentos públicos;
- Promoção do desenvolvimento económico, social e cultural;
- Rede de equipamentos culturais, desportivos e de lazer.

Também é conhecida por Comunidade Intermunicipal da Região de Aveiro ou por Comunidade Intermunicipal de Região de Aveiro —  Baixo Vouga (CIRA).